# Vrbas (flod)
Vrbas er en flod in Bosnien, biflod til Sava, Bosnien-Herzegovina. Den udspringer fra, og løber i vest-østlig retning gennem Vranica bjergkæden. Floden er 235 km lang
og munder ud i Sava ved Bosanska Gradiška.